# 3642 Frieden
3642 Frieden è un asteroide della fascia principale del diametro medio di circa 35,11 km. Scoperto nel 1953, presenta un'orbita caratterizzata da un semiasse maggiore pari a 2,7886009 UA e da un'eccentricità di 0,0803442, inclinata di 13,46274° rispetto all'eclittica.
L'asteroide è dedicato alla divinità della pace citata con il nome in tedesco.